# Fontanelle (Italie)
Pour les articles homonymes, voir Fontanelle (homonymie).
Fontanelle est une commune de la province de Trévise en Vénétie (Italie).

## Administration
| Période                                  | Période  | Identité        | Étiquette | Qualité |
| ---------------------------------------- | -------- | --------------- | --------- | ------- |
| 27 mai 2007                              | En cours | Antonio D'Amico |           |         |
| Les données manquantes sont à compléter. |          |                 |           |         |

### Hameaux
Fontanellette, Lutrano, Vallonto, Santa Maria del Palù

### Communes limitrophes
Codognè, Gaiarine, Mansuè, Oderzo, Ormelle, San Polo di Piave, Vazzola

### Jumelages
- Auterive (France)